# Ethniki Odos 12
Die Ethniki Odos 12 (griechisch Εθνική Οδός 12 ‚Nationalstraße 12‘) ist eine Straßenverbindung in Nord-Griechenland. Sie verbindet die Nationalstraße Ethniki Odos 2 (EO 2), von der sie nördlich von Thessaloniki abzweigt, durch das Binnenland mit Kavala, in dessen Umgebung sie wieder auf die EO 2 trifft. In ihrem Westabschnitt bildete sie vor Fertigstellung der A 25 einen Teil der Europastraße 79.

## Verlauf
Die Straße beginnt nördlich von Thessaloniki an der Straße Ethniki Odos 2, kreuzt die Autobahn Aftokinitodromos 2 und führt zunächst nach Nordwesten und weiter nach Norden an Liti und Assiros vorbei und im Wesentlichen parallel zur Autobahn Aftokinitodromos 25. Sie biegt nach Nordosten ab, führt durch Dorkada und Xilopoli nach Lachanas. Von dort setzt sie sich über Evangelistria, Kefalohori und Kalokastro zur Anschlussstelle Strymoniko (6A) der Autobahn Aftokinitodromos 25 fort. Die Fortführung nach Osten unter Überquerung des Flusses Strymonos erfolgt durch die Autobahn bis zur Anschlussstelle Serres (8). Hier trennt sich die EO 12 von der A 25 und führt nach Lefkonas, wo die Ethniki Odos 63 abzweigt, und von dort nach Serres (Σέρρες) (südliche Umgehungsstraße). Die Fortsetzung nach Südosten verläuft an Chryso und Pendapoli vorbei nach Nea Zichni (Νέα Ζίχνη), wo die aus Süden von der EO 2 kommende Straße Ethniki Odos 59 einmündet. Die EO 12 wendet sich nach Nordosten und führt über Alistrati und Argyroupoli zur Einmündung der Straße Ethniki Odos 57. An dieser biegt sie nach Ostsüdosten ab und führt durch Drama (Δράμα), an der Einmündung der Straße Ethniki Odos 14 vorbei und über Doxato (Δοξάτο) und an Krinides (mit dem antiken Philippi) vorbei zur EO 2 in Stavros westlich von Kavala (Καβάλα).